# Aristyllos
Aristyllos war ein Astronom aus Samos. Er wirkte um 300 v. Chr. im ägyptischen Alexandria.
Aristyllos war der erste griechische Astronom, von dem berichtet wird, dass er (mit Timocharis von Alexandria) Ortsbestimmungen der Fixsterne versuchte. Seine verloren gegangene Schrift „Über die Fixsterne“ ist von Hipparchos und Ptolemäus benutzt worden.
Der Mondkrater Aristillus ist nach ihm benannt.